# Royal Crown Derby
Royal Crown Derby eller The Royal Crown Derby Porcelain Company er en porcelænsfabrik i Derby, England, grundlagt omkring 1750.
Fabrikken har haft en omskiftelig tilværelse. Huguenotten André Planché fra Sachsen kom i 1745 til Derby og arbejdede der med blødt porcelæn. I 1756 gik han i partnerskab med porcelænsmaleren William Duesbury og bankieren John Heath. Efter ganske kort tid forsvandt Planché igen, hvorefter Duesbury videreudviklede forretningen og opkøbte porcelænsfabrikker rundt om i England. I 1773 fik firmaet lov til at benytte kongekronen i sit stempel og navnet Crown Derby. Duesbury døde i 1786 og hans søn overtog. Den yngre Duesbury, der også var talentfuld, døde imidlertid allerede i 1797, hvorefter hans enke indtrådte i firmaet. I 1815 blev fabrikken udlejet til Robert Bloor, der indtil da havde været sælger i firmaet. Han drev virksomheden dygtigt frem til sin død 30 år senere. I 1848 lukkede fabrikken, men samme år åbnede en gruppe tidligere ansatte en ny fabrik i King Street.
I 1877 byggede de nye ejere af Crown Derby en fabrik i byen, og i 1890 blev firmaet hofleverandør og fik det nuværende navn. Firmaet opkøbte i 1935 King Street-fabrikken. Firmaet blev opkøbt af S. Pearson and Son i 1964, men i år 2000 erhvervede Hugh Gibson firmaet, som han endnu i dag leder.
Royal Crown Derby er kendt for sit fine benporcelæn.
- Tallerken med hjelmfigur
Udstillet på Derby Museum and Art Gallery
- Vaser, 1772-1774
Udstillet på Victoria and Albert Museum
- Tre figurer fra 1758
Udstillet på Detroit Institute of Arts

- Wikimedia Commons har flere filer relateret til Derby-porcelæn

| Firma | Spire Denne artikel om et firma eller en virksomhed i Storbritannien er en spire som bør udbygges. Du er velkommen til at hjælpe Wikipedia ved at udvide den. |